# Полетаево II-е (посёлок)
Полетаево II-е — посёлок железнодорожного разъезда в Сосновском районе Челябинской области. Входит в состав Полетаевского сельского поселения.

## География
Расстояние до районного центра села Долгодеревенского 48 км. Является промежуточной железнодорожной станцией ЮУЖД. Расположена в 30 км от областного центра города Челябинска на железнодорожной ветке Полетаево-1 — Еманжелинск.

## История
Деревня Полетаево II-е — выселок из деревни Полетаево-I-е, расположенный по левую сторону реки Миасс.

## Население
| 2002 | 2010 |
| ---- | ---- |
| 329  | ↘246 |

## Улицы
- Садовая,
- Железнодорожного Дома,
- Километр Казарма 4,
- Советская,
- 37-й Блокпост/